# Ștefan Constantinescu (pictor)
Informații suplimentare: Ștefan Constantinescu
Ștefan Constantinescu (n. 14 martie 1898, Târgu Ocna, Bacău, România – d. 1983) a fost un pictor român, prestigios muralist, frescar și mozaicar al timpului său. 

## Biografie
S-a născut într-o casă din fosta stradă Centru (actual Victoriei) din Târgu Ocna, fiind fiul comerciantului Simion Constantinescu și al Mariei. Înclinația acestuia pentru desen a fost observată din timpul copilăriei, unchiul său, Alecu Teodoru, ducându-l la București pentru a învăța să picteze icoane de la un meșter cunoscut la acea vreme, Gheorghe Serafim.

## Activitate
Alături de Gheorghe Popescu s-a remarcat printre cei mai prestigioși pictori muraliști ai timpului. Atras de arta monumentală, Ștefan Constantinescu a realizat mai multe fresce și mozaicuri.
Ulterior a fost profesor de pictură monumentală la Universitatea Națională de Arte Frumoase „Nicolae Grigorescu” București. A realizat călătorii de studii în Franța, Italia, U.R.S.S., Cehoslovacia, Ungaria, Republica Democrată Germană. Din anul 1926 a început să participe la saloanele oficiale de pictură. După această perioadă a avut numeroase expoziții personale: 1956 (desen), 1970 (pictură și grafică), 1971 (pictură), în țară și străinătate (Sofia, Budapesta, Moscova, Berlin, Helsinki, Geneva, Viena, Roma, etc. A realizat expoziții personale în București (1956 și 1970) și Tel Aviv (1971). S-a remarcat în peisagistică, situat în genul postimpresionismului, majoritatea lucrărilor implicând natura ca subiect principal.
Printre picturile realizate de acesta este și „Peisaj din Târgu Ocna”, ce surprinde atmosfera interbelică a centrului orașului, cu biserica „Precista” într-un colț, înconjurată de vechile dughene.
În domeniul artei monumentale a realizat o serie de compoziții caracterizate printr-o desfășurare narativă largă, printre acestea fiind: „Basmele românilor” (Reșița, 1959), „Legături aeriene ale României” (TAROM–București), compoziția de la palatul UNESCO din Geneva, etc.
„Pictura de șevalet îl va preocupa numai o vreme, pentru că, în anii maturității sale artistice, el se va îndrepta spre arta monumentală, cu foarte rare întoarceri la peisaj, genul său predilect, în pictura de mici dimensiuni. Subordonată unei compoziții de factură mai degrabă grafică, vibrația cromatică pătrunde, însă, în jocurile de lumini și umbre colorate, definind specificul luminii unui peisaj, freamătul ei poetic.”—Marin Mihalache, 1976

## Distincții
- titlul de Artist emerit al Republicii Populare Romîne (15 mai 1957) „pentru merite deosebite în activitatea artistică, pedagogică, precum și în munca din alte domenii ale culturii”[2]
- titlul de Maestru Emerit al Artei din Republica Populară Romînă (18 august 1964) „pentru merite deosebite în activitatea desfășurată în domeniul teatrului, muzicii, artelor plastice și cinematografiei”[3]
- Ordinul „Meritul Cultural” clasa a II-a (1968) „pentru activitate deosebită în domeniul artelor plastice”[4]